# JR貨物コキ100系貨車
コキ100系貨車（コキ100けいかしゃ）とは、日本貨物鉄道（JR貨物）が1987年度から製作する貨車（コンテナ車）である。本系列は、その後従来のコンテナ車置き換えや海上コンテナ輸送への対応など輸送の実態に合わせた仕様の変更を重ねた結果、複数の派生形式が開発されて2010年代においても製作が続いており、2016年時点での総数は6,000両を超えている。
製造メーカーは川崎重工業、日本車輌製造の2社であるが、試作車のうちコキ100-2のみは、JR貨物新小岩車両所でノックダウン生産されている。

## 歴史
コンテナ輸送の競争力を向上するため、日本国有鉄道（国鉄）末期から速度や輸送力向上の対策が進められてきた。主要拠点間の輸送は、輸送効率に難があり高速走行ができないコキ5500形（最高速度 85 km/h）や、100 km/hで走行可能なものの輸送効率と整備性に難のあるコキ10000形に代わり、コキ50000形（最高速度 95 km/h）やその改造車で対応されてきたが、生活関連物資輸送などの特に速達性の要請が強い分野でトラック輸送に対抗することと、将来想定される輸送分野に対応できるよう、高速走行と汎用的な積載能力を兼ね備えた新型車両の開発が1987年の国鉄分割民営化直後から開始され、同年に製作されたコキ100形の試作車4両 (1 - 4) が各種試験に供された。
この成果を基に1988年から量産された車両が、本系列の嚆矢となるコキ100形・コキ101形である。海上コンテナ輸送のための低床車体、拠点間輸送に適応した4両ユニット方式、コストを抑えるためユニット単位での集中搭載とした電磁ブレーキ装置などの新機軸が盛り込まれた。
1988年3月のダイヤ改正で設定された最高速度 110 km/h のコンテナ列車「スーパーライナー」に暫定使用されていたコキ50000形350000番台を置き換えたほか、拠点間の主要列車に重点的に投入された。
川崎重工業製のうち、1988年（昭和63年）当時、鉄道車両の製造拠点である兵庫工場の業務が多忙を極めたため、船舶事業本部坂出工場内（現・川崎重工業船舶海洋ディビジョン）に車両課を新設して鉄道車両の製造を行っていた。。坂出工場車両課では1989年（昭和元年）から1991年（平成3年）にかけてコキ100形（コキ100・101・102・103形）ならびにコキ104形（初期車）計240両を製造した。1988年度からのコキ100・101形量産車のうち、4両編成で中間となるコキ100形は兵庫工場で製造、両端となるコキ101形を坂出工場で製造したものである。

## 構造
| コキ100 - コキ105の各形式に使用されているFT1形台車（根室本線新富士駅、2005年6月26日） |  | コキ104-504の台枠上部（根室本線新富士駅、2005年7月17日） |
| コキ100 - コキ105の各形式に使用されているFT1形台車（根室本線新富士駅、2005年6月26日） |  | コキ104-504の台枠上部（根室本線新富士駅、2005年7月17日） |

台枠は従来のコンテナ車と同様な魚腹形側梁であるが、海上コンテナなどで一般的な高さ 8 ft 6 in (2,591 mm, ISOコンテナ標準サイズ) を積載できるよう床面高さを従来車より 100 mm 下げ、1,000 mm とした。このため台車周辺の台枠寸法が変更されている。車体長はコキ50000系と同一の 19,600 mm を基本とする。
車体の一端に手すりとデッキ、昇降用ステップを有する。「突放禁止」とされたため手ブレーキは留置専用とされ、操作ハンドルは側梁側面に移設された。外部塗色はコンテナブルー（明るい青）、台車は灰色である。ユニットで運用される形式の中間車は手すりとデッキを廃止し、車体長が短くなったものもある。
台枠上のコンテナ緊締装置は 5 t コンテナ (10 ft , 12 ft) 用を左右5組、 20 ft コンテナ用を左右3組装備するほか、着脱式のインターボックスコネクタ（IBC、海上コンテナ用緊締装置）により各種の海上コンテナを積載できる構造である。20 ftコンテナ（総重量13.5 t）3個積載できるように積載重量は40.5 tとした。
台車はコキ50000形のTR223形を基に開発されたFT1系列である。枕ばね配列の変更や左右動ダンパの取付、軸受の軸ゴム追加などが施された。
ブレーキ装置はコキ10000系と同様な CLE 方式（応荷重装置付電磁自動空気ブレーキ）を装備する。ただし、ユニットで運用される形式では電磁弁をユニット中の一部車両のみに搭載し、ここからユニット内他車の CL 方式（応荷重装置付自動空気ブレーキ）ブレーキ装置を集中制御する。最高速度は 110 km/h である。

### 各部寸法
以下の一覧のとおり6つに大別できる。
| 形式                                                      | 形式                                                      | 荷重 (t) | 自重 (t) | 最大長 (mm) | 最大幅 (mm) | 最大高 (mm) | 車体長 (mm) | 車体幅 (mm) | 床面高さ (mm) | 台車中心間 距離 (mm) |
| --------------------------------------------------------- | --------------------------------------------------------- | -------- | -------- | ----------- | ----------- | ----------- | ----------- | ----------- | ------------- | -------------------- |
| コキ100形 コキ102形基本番台                               | コキ100形 コキ102形基本番台                               | 40.5     | 18.5     | 19,910      | 2,640       | 1,162       | 19,110      | 2,376       | 1,000         | 13,710               |
| コキ102形500番台                                          | コキ102形500番台                                          | 40.5     | 18.5     | 20,400      | 2,640       | 1,162       | 19,600      | 2,376       | 1,000         | 14,200               |
| コキ101形 コキ103形 コキ104形基本番台・5000番台 コキ105形 | コキ101形 コキ103形 コキ104形基本番台・5000番台 コキ105形 | 40.5     | 18.7     | 20,400      | 2,640       | 1,867       | 19,600      | 2,376       | 1,000         | 14,200               |
| コキ104形10000番台（改造前）                              | コキ104形10000番台（改造前）                              | 40.5     | 18.9     | 20,550      | 2,645       | 1,889       | 19,600      | 2,396       | 1,030         | 14,200               |
| コキ106形 コキ110形                                       | コキ106形 コキ110形                                       | 40.7     | 18.9     | 20,400      | 2,663       | 2,017       | 19,600      | 2,396       | 1,000         | 14,200               |
| コキ107形                                                 | コキ107形                                                 | 40.7     | 18.6     | 20,400      | 2,663       | 2,017       | 19,600      | 2,396       | 1,000         | 14,200               |

## 形式毎の概要
製造当初のコキ100 - 105は車体側面に「JR貨物」の文字が入れられていた（コキ105形の画像も参照）が、その後「JRF」のCIに変更されている。
2017年以降に検査出場した車両は「JRFマーク」を省略している。2022年以降に検査出場した車両は「突放禁止」の表記を消去している。

### コキ100形

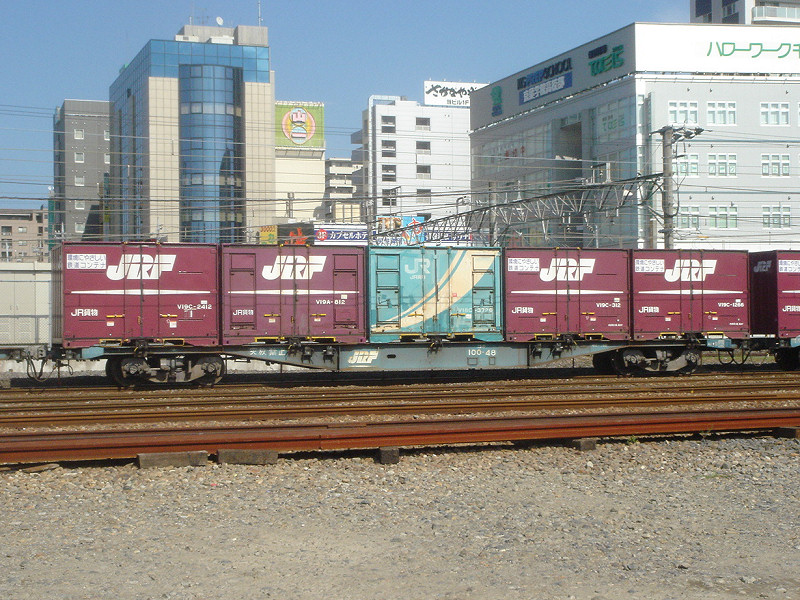
コキ100-48（外房線 蘇我駅、2009年9月14日）

#### 試作車
1987年に4両 (1 - 4) が製作された。デッキ・手すりはなく、車体長がその分短い。車体にインターボックスコネクタ (IBC) 取付穴がなく、川崎重工業製の 1, 4 は台枠側面のブレーキコック操作口周囲に補強板が付けられている。ブレーキ装置は全車とも CLE 方式（応荷重装置付電磁自動空気ブレーキ）である。4両1編成で各種試験に供された。
量産車が落成するとコキ101形 (1 - 4) と新たにユニット（4両編成）が組まれ中間車として再組成。

#### 量産車
1988年・1989年に128両 (5 - 132) が製作された。車体長は試作車と同一である。IBC 取付穴が車体に設けられ、ブレーキ装置は電磁弁をもたない CL 方式（応荷重装置付自動空気ブレーキ）。

### コキ101形

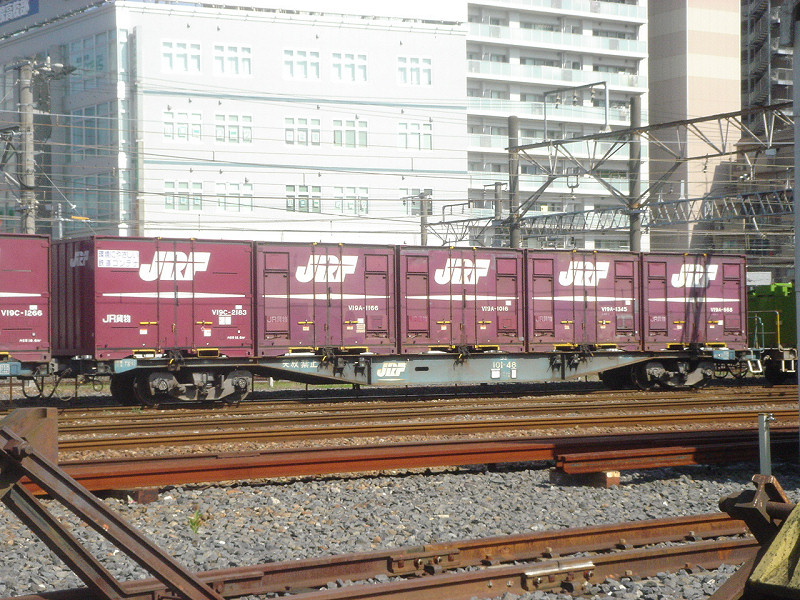
コキ101-48（外房線 蘇我駅、2009年9月14日）

1988年・1989年に132両 (1 - 132) がコキ100形試作車の試験結果を踏まえ、入換作業の利便を図るため手すりとデッキを設けた両端車として製作された。このため車体が延び19,600 mm となった。積載設備はコキ100形量産車と同一である。
ブレーキ装置は電磁弁を装備した CLE 方式で、奇数車には SV （常用ブレーキ電磁弁）と RV （緩め電磁弁）、偶数車には SV と EV （非常ブレーキ電磁弁）をそれぞれ装備する。
1 - 4 はコキ100形試作車とユニットを組成し5 - 132 はコキ100形量産車とユニットを組成。

### コキ102形

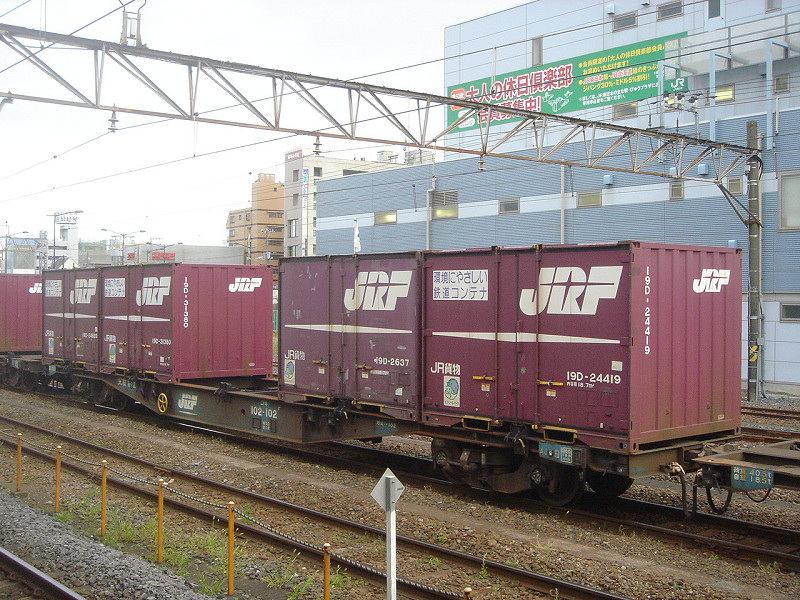
コキ102-102（外房線 蘇我駅、2009年7月16日）

#### 基本番台

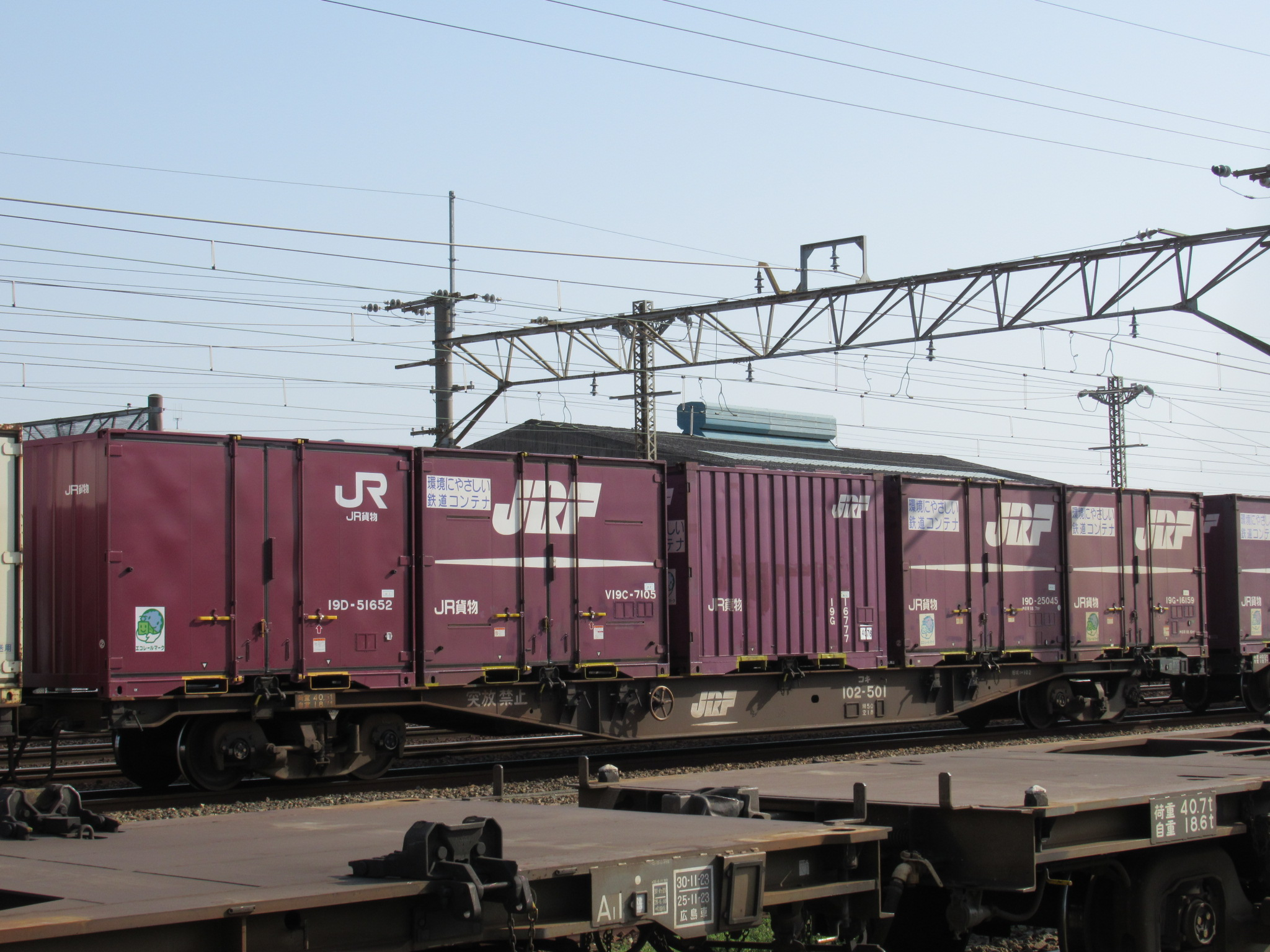
コキ102-501（大阪貨物ターミナル、2018年3月31日）

1989年から1990年にかけて180両 (1 - 180) が製作された。車体長や積載設備はコキ100形量産車と同一で、外観上の相違は手ブレーキハンドルの位置と、側面のブレーキコック操作口が異なる程度である。ブレーキ装置の電磁弁は奇数号車に集中搭載している。

#### 500番台
1990年に50両 (501 - 550) が製作された。31 ftコンテナ積載に対応し荷役作業の利便を図るため、車体長を両端車（コキ103形）と同一の19,600 mmに延長した区分である。外観上、台枠側面補強の位置が異なりコンテナの緊締装置の間隔が広くなった。ブレーキ装置の配置は基本番台と同じ。

### コキ103形

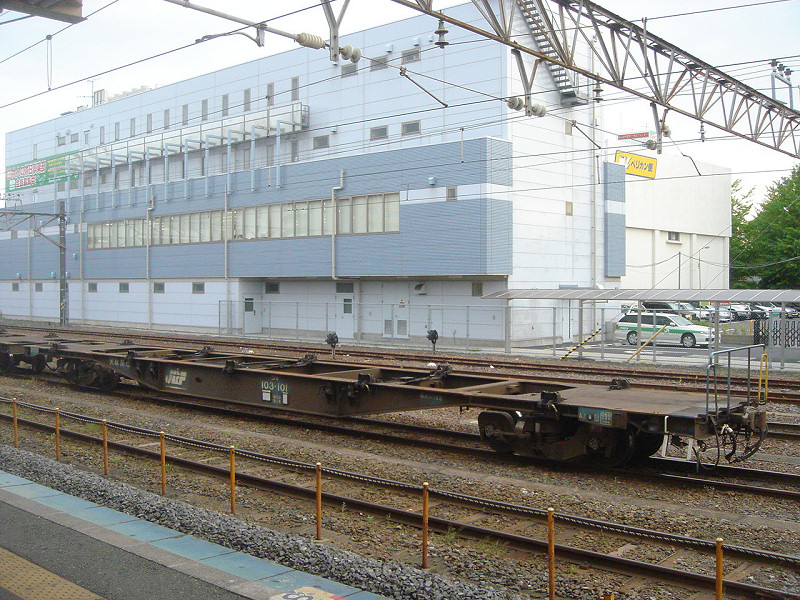
コキ103-101（外房線 蘇我駅、2009年7月16日）

1989年と1990年に230両 (1-230) が製作された。デッキと手すりを設けた車体構造や積載設備はコキ101形と同一であるが、手ブレーキハンドルの位置が異なり、ブレーキ装置は電磁弁をもたない点が異なる。
1-180はコキ102形基本番台とユニットを組成し、181-230はコキ102形500番台とユニットを組成する。

### コキ104形
途中駅での増結・解放が発生する運用に充てるため、1両単位での運用を考慮して仕様変更した形式である。コキ103形のブレーキ装置に電磁弁を追加し CLE 方式ブレーキ装置とした構造で、コキ5500形・コキ10000系など従来車の置き換え用として2,948両が製作された。

#### 基本番台
1989年から1996年までに2,908両 (1 - 2908) が製作された。
1993年製以降 (1281 - ) は車体台枠の海上コンテナ積載用 IBC 取付穴を省略し、台車軸受も改良された。1994年製のうち、最終製造分の8両 (1981 - 1988) は、当時余剰となっていたクム1000系私有車運車の台車などを流用して製作された。

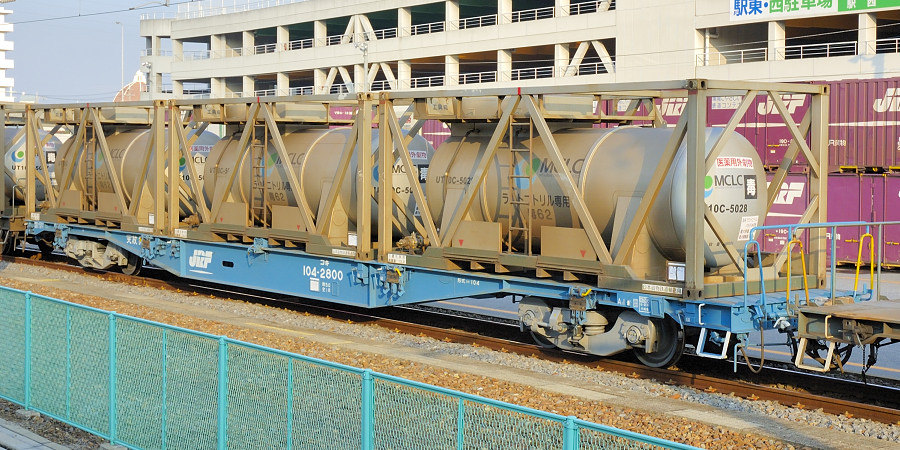
コキ104-2800（常磐線 土浦駅、2007年）
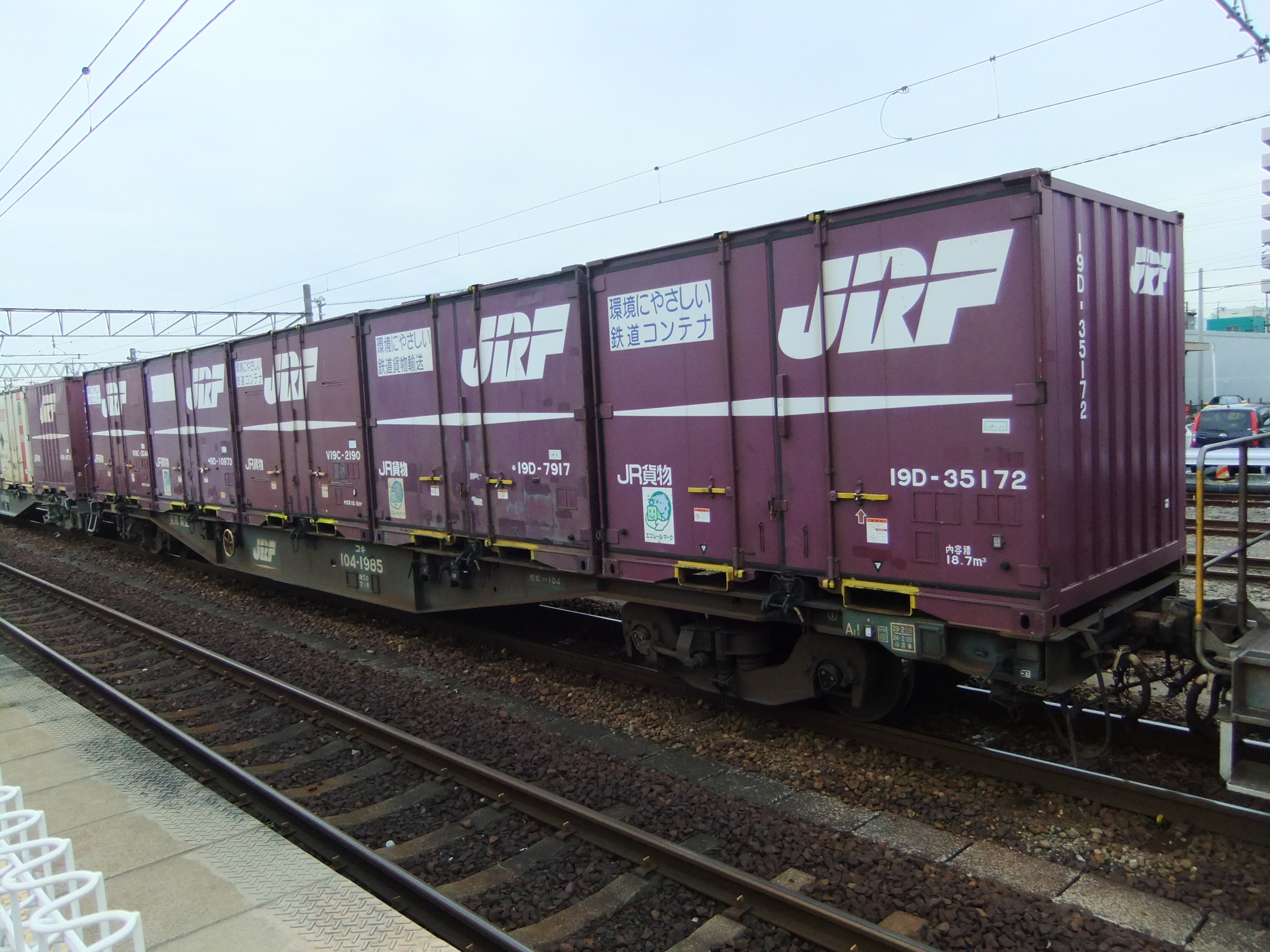
コキ104-1985（関西線 四日市駅、2016年）
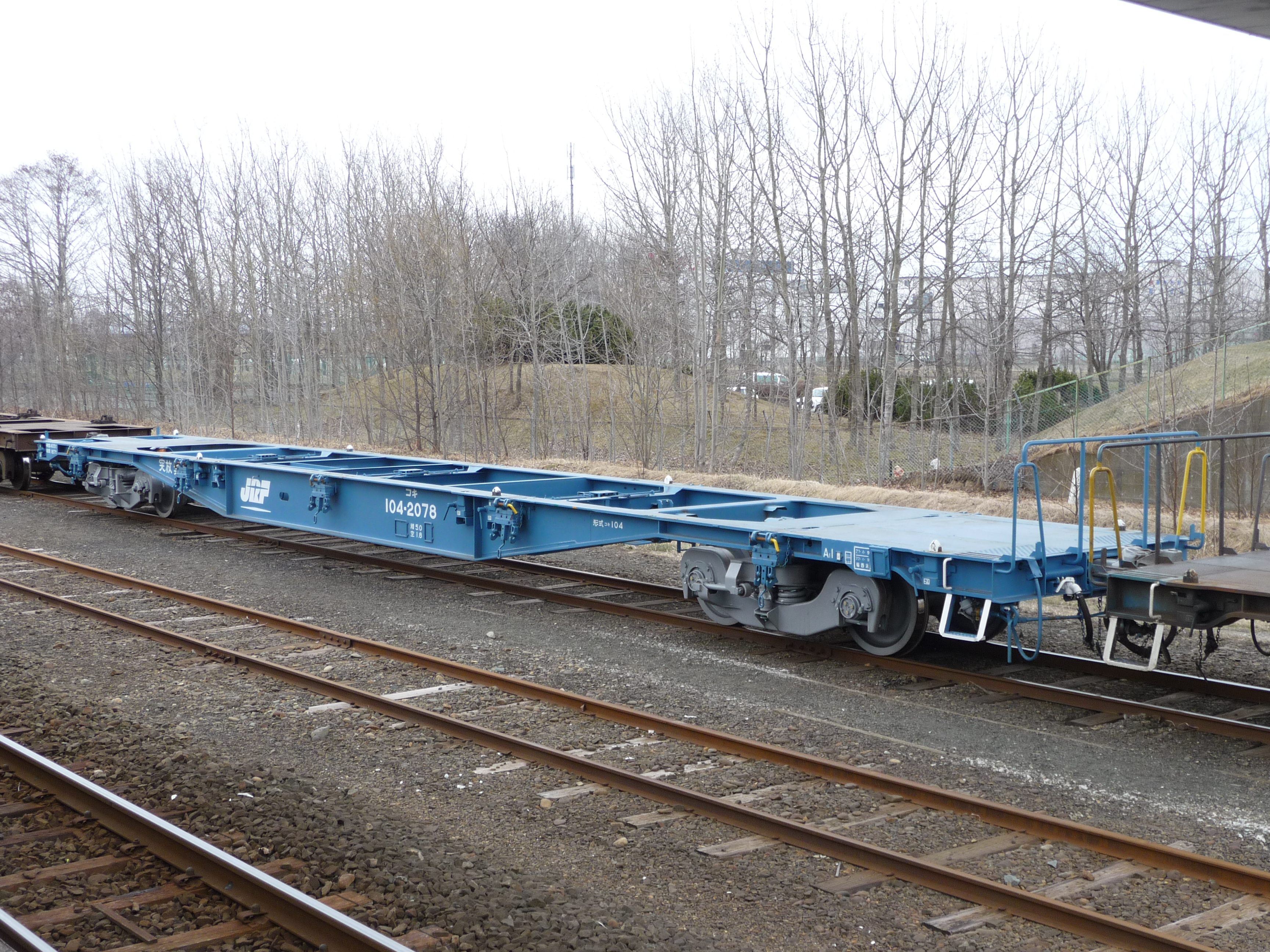
コキ104-2078（根室本線 新富士駅、2010年）

#### 5000番台

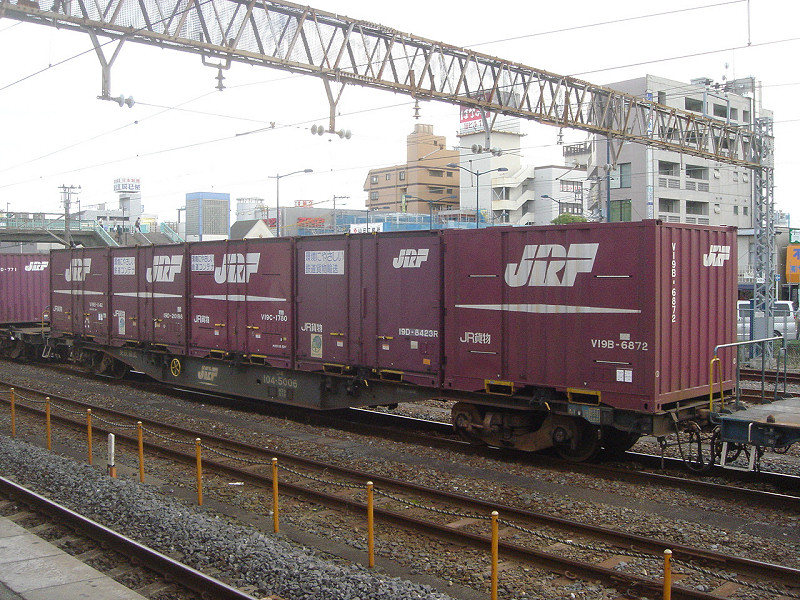
コキ104-5006（外房線 蘇我駅、2009年9月14日）

埼玉県資源活性化財団所有の私有貨車として、1996年に36両 (5001 - 5036) が製作された。同時に製作された私有無蓋コンテナ UM12A形（5000番台）を積載し、さいたま新都心の建設残土輸送に使用された。標記以外にJR貨物所有車と相違はなく、残土輸送終了後はJR貨物に譲渡され、一般車と混用されている。譲渡後の改番はない。

#### 10000番台

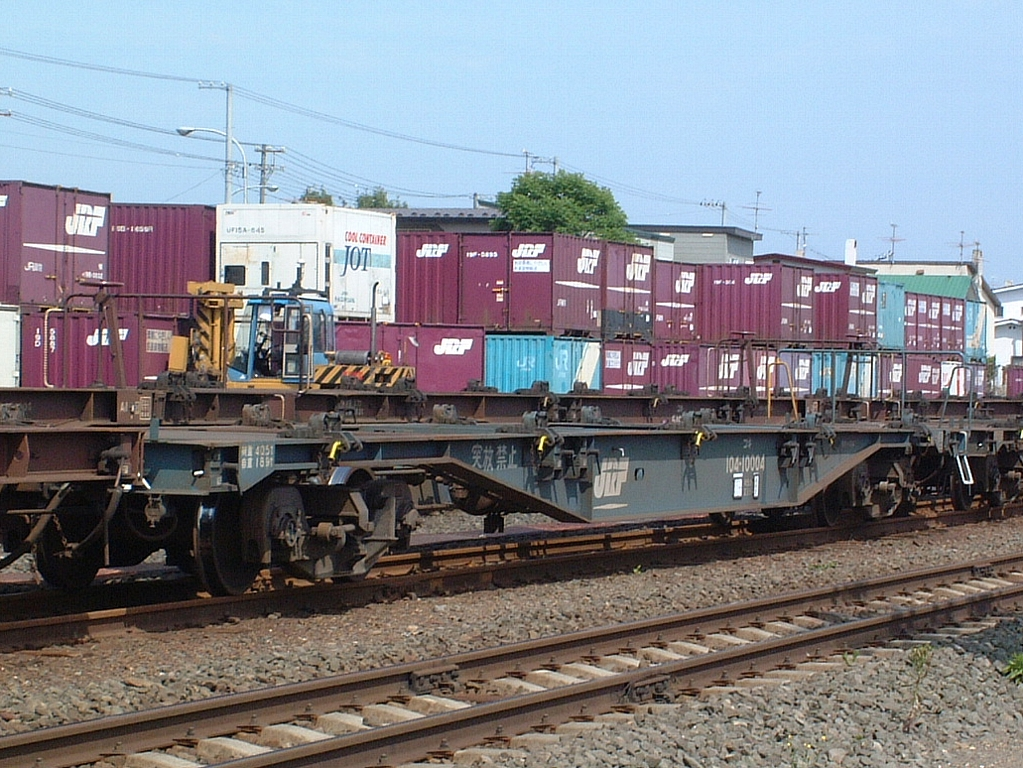
コキ104-10004 2096列車 一般化改造後の姿（根室本線新富士駅、2005年7月17日）

列車の最後尾に連結し、補助機関車（補機）の走行中自動開放に対応する車両として1996年に4両 (10001 - 10004) が製作された。
安治川口駅に常備され、山陽本線八本松 - 瀬野間（通称：瀬野八）で、上り列車の後補機EF67形電気機関車を走行中自動解放するために使用された。下関方に、補機と高さを合わせた密着自動連結器（空気管付）を装備したため床面が高くなり、12 ft コンテナのみを積載可能としていた。
2002年3月に走行中解放が廃止された後は一般化改造され、一般車と混用されている。改造による番号の変更はない。

#### 海上コンテナ緊締装置取付改造車

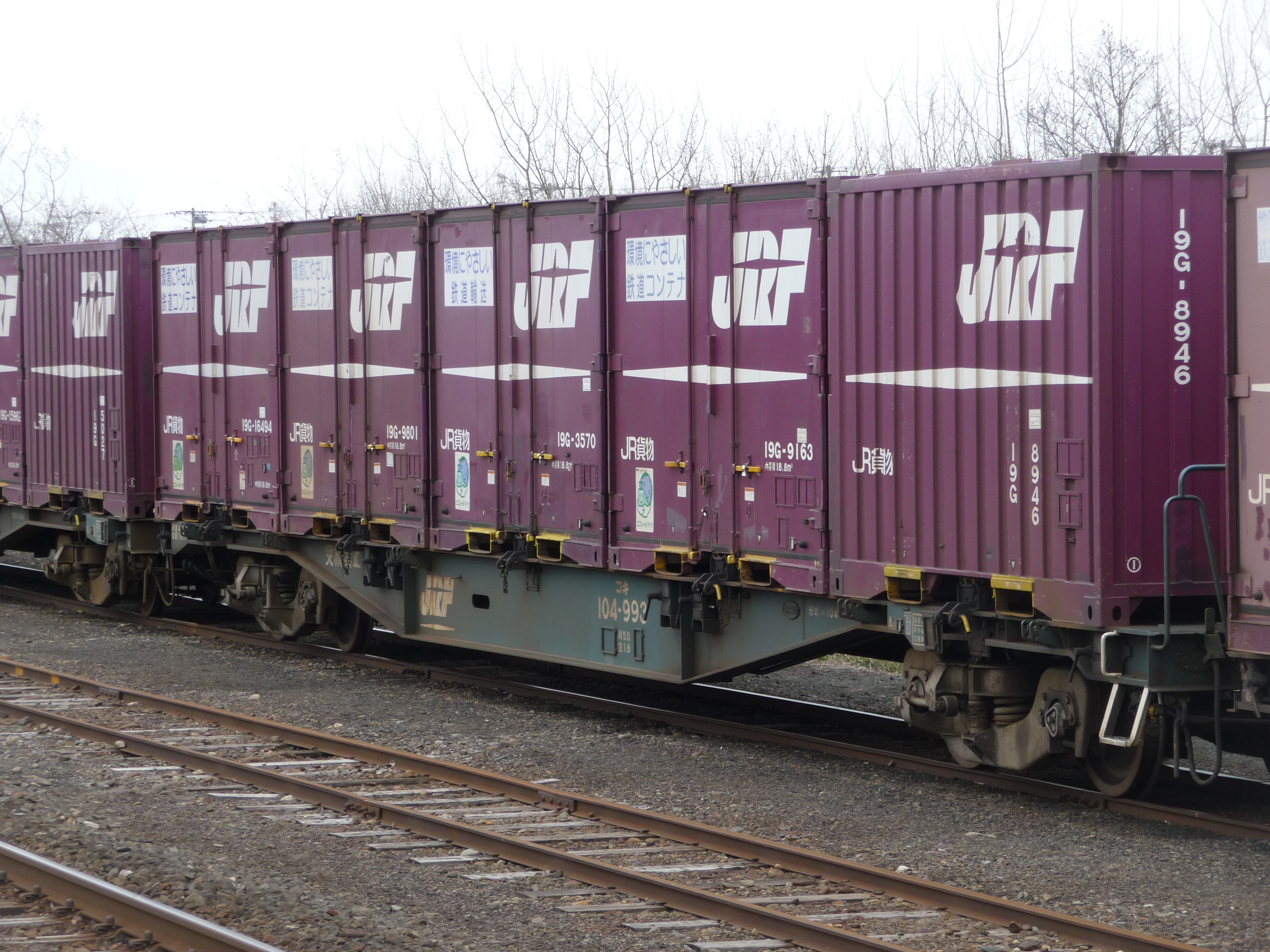
コキ104-993 緊締装置取り外し後の姿（根室本線新富士駅、2010年4月28日）

コキ100系によるISO海上コンテナ輸送は1995年より横浜本牧・東京貨物ターミナル - 宇都宮貨物ターミナル間で開始されていたが、海上コンテナ緊締用のIBCを輸送の都度着脱する必要があり不便が生じていた。このため海上コンテナ用固定金具を常設した専用車が用意されることになり、1996年から1997年にかけてコキ104形から96両が改造された。
種車は1992年までに製造された、日本車輌製造製の IBC 取付穴付車両 (1 - 1280) から選定された。改造車は識別のため"M"マークがオレンジ色で台枠中央に大きく描かれていた。Mは海上コンテナを表す"Marine"の頭文字である。改造はIBC取付穴に折りたたみ式ツイストロック緊締装置を取り付けるもので、増設された緊締装置は 40 ft コンテナ用（4箇所）+ 20 ft ISO コンテナ用（6箇所）である。
20 ft ISO コンテナを2個積載する場合は、JR 規格 20 ft コンテナ2個積載の場合より車体中央寄りに積載され、既存の 20 ft 用緊締装置も2箇所併用する。ISO 20 ft コンテナを1個のみ積載する場合は、JR 規格 20 ft コンテナの場合と同様中央に積載される。
1996年に30両、1997年に66両の合計96両が改造され、横浜・東京 - 宇都宮間のほか神戸港 - 浜小倉・福岡貨物ターミナル間で海上コンテナ積載列車を中心に使用された。
海上コンテナの積載方を改善したコキ106形・コキ200形の増備により2003年に海上コンテナ緊締装置の取り外しと " M " 標記の抹消が行われたが、受台はそのまま存置されている。

### コキ105形
| コキ105-19（奇数車）（高松駅、1990年） |  | コキ105-20（偶数車）（高松駅、1990年） |
| コキ105-19（奇数車）（高松駅、1990年） |  | コキ105-20（偶数車）（高松駅、1990年） |

1990年・1991年に40ユニット80両 (1 - 80) が製作された。
ユニット方式車両の運用効率化のため製作された、2両ユニット方式の車両である。奇数番号車と偶数番号車でユニットを組む。車体構造・積載設備はコキ103形とほぼ同一である。ブレーキ装置の電磁弁は奇数号車に集中搭載している。

### コキ106形
| コキ106-327（初期車）（外房線 蘇我駅、2008年9月4日） |  | コキ106-1100（後期車）（根室本線 東庶路信号場、2007年6月5日） |
| コキ106-327（初期車）（外房線 蘇我駅、2008年9月4日） |  | コキ106-1100（後期車）（根室本線 東庶路信号場、2007年6月5日） |

海上コンテナの積載に適応する車両として開発された汎用コンテナ車である。1997年から2007年までに1162両 (1 - 1162) が製作されている。
従来のコキ100系では海上コンテナ積載に着脱式の IBC を使用したが、着脱の煩雑さを解消するため 20 ft 海上コンテナの積載位置を JR 20 ft コンテナと同一とした。荷重増の必要をも考慮して台枠強度が見直され、台枠や手すりの形状は従来型から大幅に変更された。
荷重は従来形式より0.2 t増加した 40.7 tである。これにより総重量20.32 tのISO 20 ft海上コンテナを2個積載可能となったほか、総重量 24 t のISO海上コンテナも中央部に1個積載可能となった。
| コキ106のFT2形台車 軸箱両側を数枚の板ゴムで支持するシェブロンゴム支持方式である（根室本線 新富士駅、2005年6月26日） |  | コキ106の手ブレーキ緊解表示装置と緊締装置（東庶路信号場、2007年6月5日） |
| コキ106のFT2形台車 軸箱両側を数枚の板ゴムで支持するシェブロンゴム支持方式である（根室本線 新富士駅、2005年6月26日） |  | コキ106の手ブレーキ緊解表示装置と緊締装置（東庶路信号場、2007年6月5日） |

積載設備は 20 ft・40 ft コンテナ用緊締装置をツイストロック式に変更している。台車は軸箱支持を軸ゴム+シェブロンゴムとした FT2 形とされた。ブレーキ装置は電磁弁をもつ CLE 方式で、1両単位での運用を可能とする。
外部塗色はコンテナブルーで落成したが、1999年製以降 (405 - ) は識別のため当初から車体色を灰色として落成し、初期車も全般検査の機会に灰色へ塗り替えられた。同年製の最初の2両 (405, 406) は、試験的に貨車用フラット防止装置を取り付けていた。電源の車軸発電機と一体化した滑走検知用の速度検出器を車軸に取り付けている。採取したデータは機器箱内部に設置した携帯電話によって随時送信できる構造になっている。
2003年度製 (555 - ) からは、留置ブレーキ動作時に車側に表示板が突き出す「手ブレーキ緊解表示装置」が設置された。さらに2004年度製以降 (713 - ) は、応荷重ブレーキ装置の測重機構を従来の油圧式からコキ200形と同等の空圧式に変更した。

### コキ107形
| コキ107-284（初期車）（外房線 蘇我駅、2010年3月28日） |  | コキ107-1733（後期車）（東北本線 新白岡駅 - 久喜駅間、2022年8月10日） |
| コキ107-284（初期車）（外房線 蘇我駅、2010年3月28日） |  | コキ107-1733（後期車）（東北本線 新白岡駅 - 久喜駅間、2022年8月10日） |

| コキ107のFT3A形台車 コキ200で使用されているFT3形の改良型である（東京貨物ターミナル駅、2013年3月） |  | 後位側の車端デッキ 手すりの上部右側に手ブレーキがある（南武線支線 川崎新町駅、2013年5月17日） |
| コキ107のFT3A形台車 コキ200で使用されているFT3形の改良型である（東京貨物ターミナル駅、2013年3月） |  | 後位側の車端デッキ 手すりの上部右側に手ブレーキがある（南武線支線 川崎新町駅、2013年5月17日） |

コキ50000形の老朽取替を目的とする次世代標準車として開発された形式で、2006年12月に試作車の1両 (1) が、2008年から2017年までに量産車の2162両 (2 - 2163) が製作され、2018年3月17日のダイヤ改正をもってコキ50000形の取替が完了した。
車体の主要諸元は輸送実績に合致したコキ106形をベースとした。台枠は従来のコンテナ車と同様、側バリ、枕バリ、端バリ、横バリなどを溶接組立した構造である。コキ106形と同じようにISO規格の20 ft（総重量20.32 t）コンテナ2個（車端寄り）もしくは20 ft（総重量24 t）コンテナ1個（車体中央）積載を行うため、車体の上下曲げ剛性を大きくする一方で走行性能に影響するねじり剛性をコキ106形より小さくし、軽量化を図る構造とした。後位側の車端には、入換添乗用の握り棒、階段と手ブレーキハンドルを設けている。
手ブレーキの位置が従来車から移動された理由は、操作性の改善のためである。
ブレーキ装置は電磁弁をもつCLE方式で、各車に電磁弁を装備し1両単位での運用を可能とする。空圧式測重弁により積載荷重の大小を検知し、適切なブレーキ力を得る応荷重装置を搭載する。
台車はコキ200形で使用されている FT3 を改良した FT3A である。車輪径は810 mm、固定軸距は2,100 mm、軸箱支持を軸ゴム+シェブロンゴム、基礎ブレーキ装置はユニットブレーキで FT3 と同等であるが、枕ばねを金属ばねに加えて防振ゴムを追加することで貨物に対する振動の影響を低減する構造である。外部塗色はコキ106形と同様の灰色で、荷重は 40.7 t である。
製造途中から企業CIの変更により、車体側面の「JRFマーク」と「突放禁止」の表記が省略化された。既存のコキ107についても、「JRFマーク」の消去が順次行われ、続いて「突放禁止」の消去が進んでいる。

### コキ110形

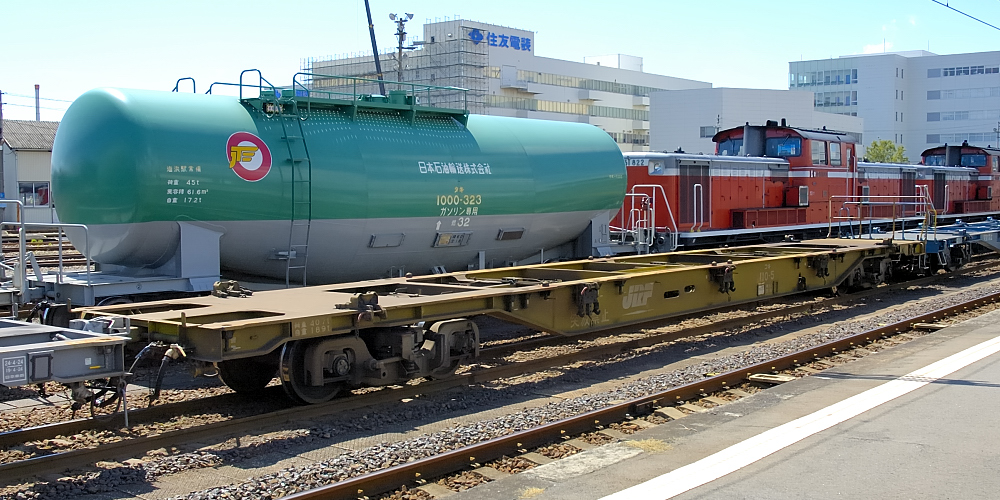
コキ110-5 （四日市駅、2007年8月12日 ）

新開発された 15 ft コンテナの積載用として、2001年に5両 (1 - 5) が製作された。
コキ106形に 15 ft コンテナ用の緊締装置を追加した構造で、外部塗色は識別のため「カラシ色」と呼ばれる黄色塗装となった。台車はコキ106形と同一の FT2 形である。
15 ft コンテナは試験輸送にとどまったものの、本形式の使用停止措置や除籍はされることもなく、2018年11月時点でも5両全車が継続して運用されている。

## 運用

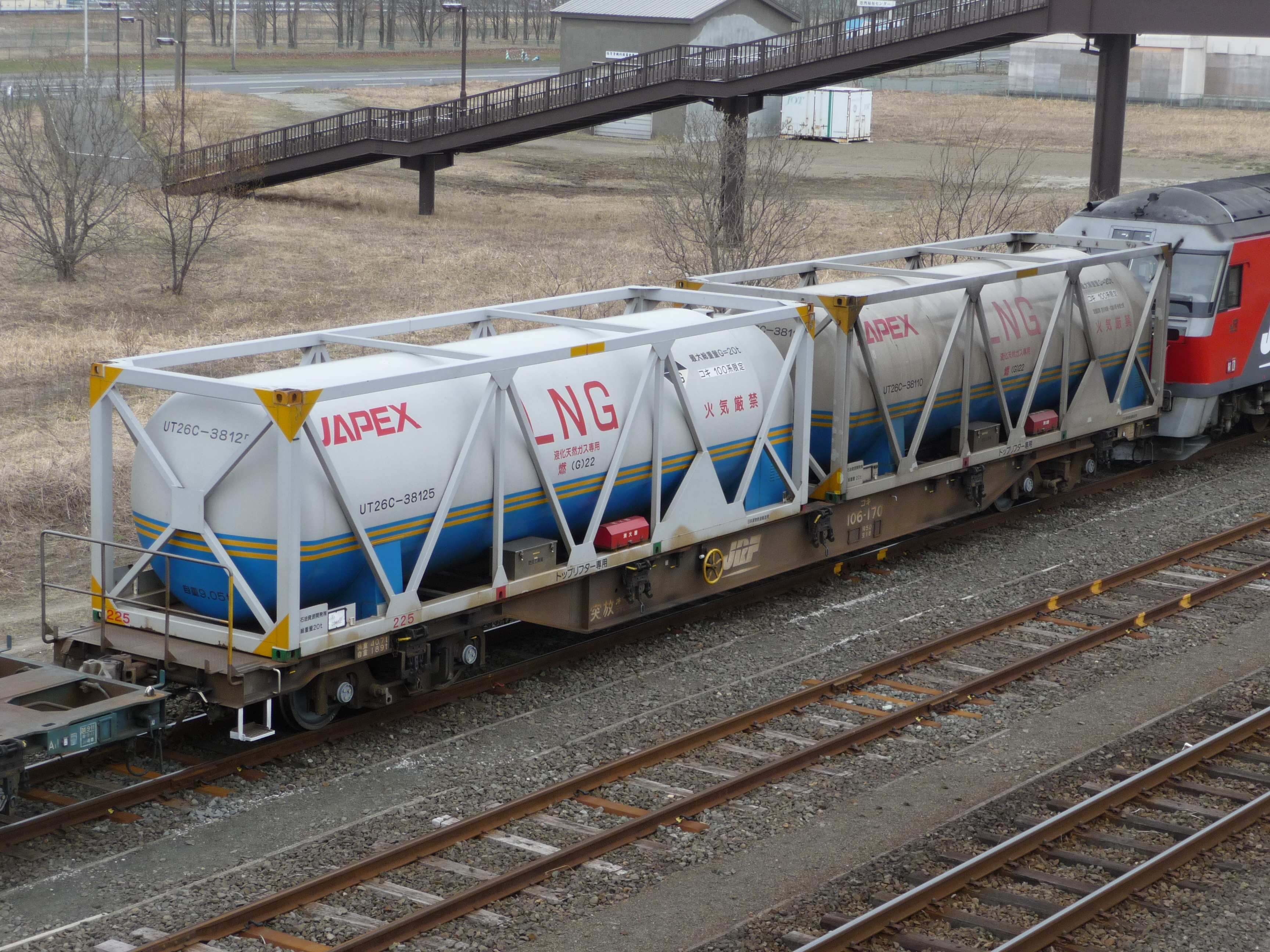
苫小牧貨物駅から新富士駅の間のLNGコンテナ輸送に使用されるコキ100系貨車（コキ106-170、根室本線新富士駅、2010年4月28日）

幹線系統の高速貨物列車で使用されるが、列車総重量1200 t以下の時は最高速度110 km/h 、総重量1300 tの時は最高速度100 km/hで走行可能な高速性能を生かし、東海道・山陽本線系統、東北本線-北海道系統、日本海縦貫線（大阪 - 新潟・札幌）の高速貨物列車を中心に、背高・重量コンテナが積載される列車や、海上コンテナなど大型コンテナの輸送にも使用され、都市ガス輸送用として LNG コンテナなどの本系列の仕様に適合したコンテナも製作され、本系列で輸送されている。
LNG輸送は30 ftタンクコンテナを使用して2000年より北陸、関西、北海道、九州地区などで実施されていたが、2021年時点では北海道の苫小牧貨物駅 - 釧路貨物駅間に残るのみとなっている。

### 国際海上コンテナ輸送

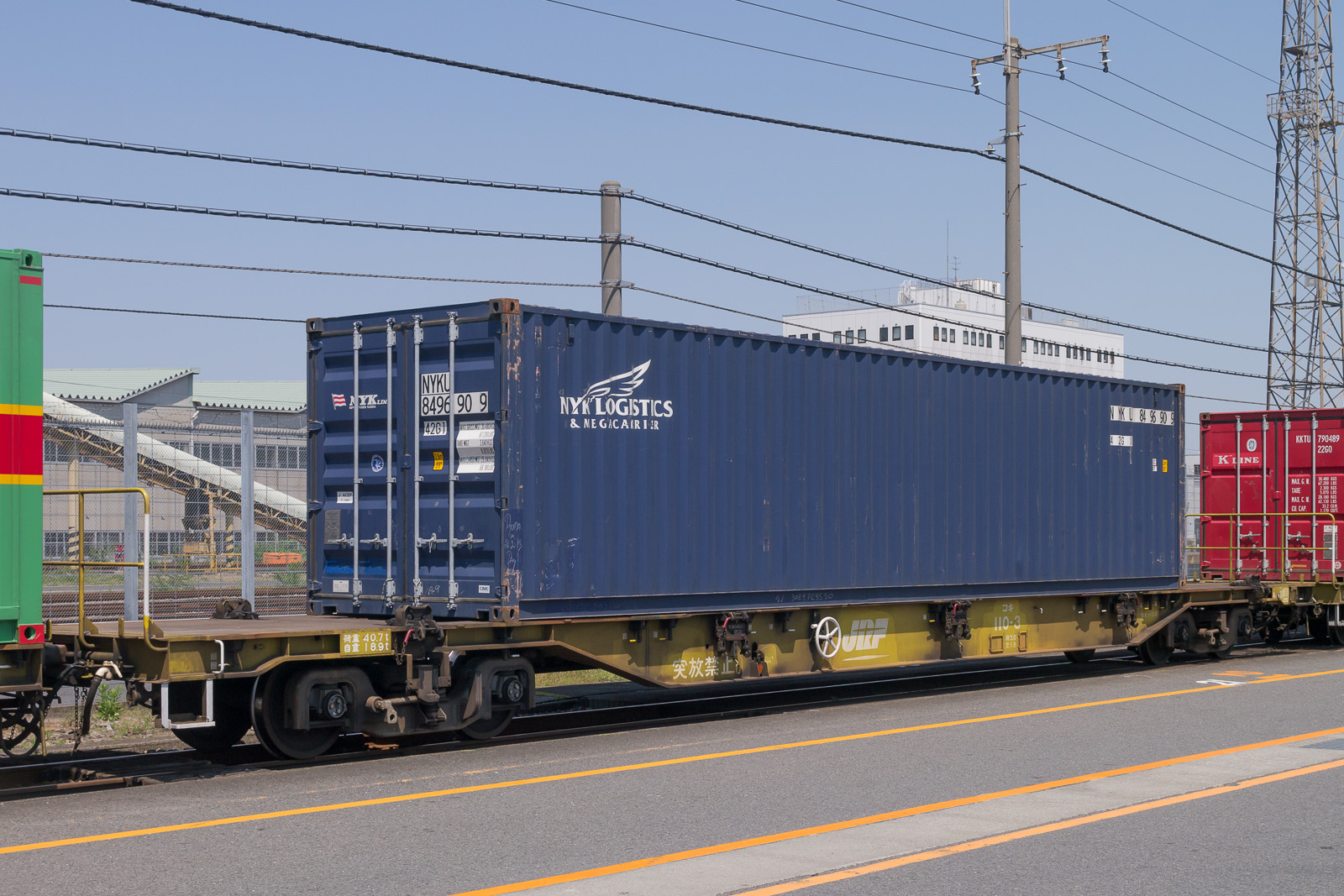
40 ft海上コンテナを載せて展示されたコキ110-3（東京貨物ターミナル駅、2013年5月）

国鉄時代の1968年よりコキ1000形などで行われていた国際海上コンテナ輸送は1978年に消滅したが、JR貨物発足後の1989年にコキ50000形による横浜港 - 東京港間の空荷コンテナ輸送から再開され、1995年よりコキ100系による横浜本牧・東京貨物ターミナル - 宇都宮貨物ターミナル間のフィーダー輸送が本格的に開始された。当初はISO規格で高さ8 ft 6 in (2,591 mm) の標準コンテナまでの対応であったが、1998年には高さ9 ft 6in（2,896 mm）の背高（ハイキューブ）コンテナ輸送が横浜本牧 - 仙台港間で開始された。
海上コンテナ輸送は2023年初頭時点ではコキ106形とコキ107形が使用され、8 ft 6 inの標準コンテナは40 ftコンテナが東京貨物ターミナル - 盛岡貨物ターミナル間および名古屋貨物ターミナル - 福岡貨物ターミナル間で、20ftコンテナが東京 - 秋田・新潟・富山間などで輸送されている。背高コンテナ輸送は2021年時点では東京 - 盛岡間で実施されているが、他線区ではトンネルなどの高さ制限により輸送できず、コキ100系よりも床面を約300 mm下げたコキ73形が試作されている。
2005年には長さ45 ftの海上コンテナがISO規格化され、北米・中国航路での利用が拡大した。2008年にはコキ106-745・845の2両を使用した45ftコンテナの輸送実験が行われ、宇都宮貨物ターミナル駅で空荷コンテナの積み降ろし実演を実施後に東京貨物ターミナルまで初めて鉄道輸送された。コンテナの緊締位置は40 ftと同じである。2010年2月24日にはクボタとの協力で貨物の入った45 ftコンテナをコキ106形に積載し、宇都宮貨物ターミナル - 東京貨物ターミナル間で鉄道輸送する実証実験が行われた。